# Ekmania lepidota
 Ekmania lepidota   Gleason, 1919 è una specie di pianta angiosperma dicotiledone della famiglia delle Asteraceae. Ekmania lepidota  è anche l'unica specie del genere Ekmania  Gleason, 1919.

## Etimologia
Il nome scientifico della specie è stato definito per la prima volta dal botanico Henry Allan Gleason (1882-1975) nella pubblicazione " Bulletin of the Torrey Botanical Club. New York" ( Bull. Torrey Bot. Club 46: 250) del 1919. Il nome scientifico del genere è stato definito per la prima volta nella stessa pubblicazione.

## Descrizione
L'habitus di queste piante è di tipo arbustivo con copertura tipo lepidota; sono presenti anche portamenti tipo vite. In queste specie è presente una pubescenza per peli di tipo stellato. Gli organi interni contengono lattoni sesquiterpenici.
Le foglie lungo il caule sono disposte sia in modo opposto che in modo alternato. La forma della lamina è più o meno lanceolata con apici acuti. I margini sono interi e piatti. Le pagine fogliari sono discolori. Le venature della pagina fogliare sono di tipo pennato. In alcuni casi il picciolo è lobato o alato.
Le infiorescenza, terminali, sono composte da capolini in agglomerati tipo corimboso. Le infiorescenze sono sottese da piccole fogliose brattee subinvolucrali. I capolini (sessili o peduncolati) sono composti da un involucro formato da circa 30 brattee embricate in 4 - 5 serie che fanno da protezione al ricettacolo sul quale s'inseriscono i fiori tubulosi. Le brattee dell'involucro sono per lo più decidue. Il ricettacolo è privo di pagliette.
I fiori, circa 12 per capolino, sono tetra-ciclici (ossia sono presenti 4 verticilli: calice – corolla – androceo – gineceo) e pentameri (ogni verticillo ha in genere 5 elementi). I fiori sono inoltre ermafroditi e actinomorfi (raramente possono essere zigomorfi).
- Formula fiorale:

*/x K {\displaystyle \infty }, [C (5), A (5)], G 2 (infero), achenio
- Calice: i sepali del calice sono ridotti ad una coroncina di squame.
- Corolla: le corolle sono formate da un tubo terminante in 5 lobi a volte fortemente ricurvi;  la gola a volte è poco evidente, in altri casi è allargata; il colore varia da lavanda a bianco; la superficie può essere sia pubescente che glabra.
- Androceo: gli stami sono 5 con filamenti liberi e distinti, mentre le antere sono saldate in un manicotto (o tubo) circondante lo stilo.[11] Le antere, sagittate, sono caudate (con code) e alla base sono arrotondate. Le appendici delle antere sono sclerificate e glabre. Il polline è tricolporato (con tre aperture sia di tipo a fessura che tipo isodiametrica o poro), è echinato (con punte) ma non "lophato".[12]
- Gineceo: lo stilo è filiforme e privo di nodi. Gli stigmi dello stilo sono due divergenti e smussati con la superficie stigmatica posizionata internamente (vicino alla base). La pubescenza è del tipo a spazzola con peli acuti e settati.[13] L'ovario è infero uniloculare formato da 2 carpelli.

I frutti sono degli acheni con pappo. Gli acheni, a forma da cilindrica a prismatica e con 10 coste (non sono bicornuti), hanno la superficie sericea con ghiandole. All'interno si può trovare del tessuto di tipo idioblasto e rafidi allungati (o possono mancare); non è presente il tessuto tipo fitomelanina. Il pappo, biseriato, è formato internamente da poche setole piatte e decidue; mentre esternamente le setole sono laciniate raggruppate in un collare e sono persistenti.

## Biologia
- Impollinazione: l'impollinazione avviene tramite insetti (impollinazione entomogama tramite farfalle diurne e notturne).
- Riproduzione: la fecondazione avviene fondamentalmente tramite l'impollinazione dei fiori (vedi sopra).
- Dispersione: i semi (gli acheni) cadendo a terra sono successivamente dispersi soprattutto da insetti tipo formiche (disseminazione mirmecoria). In questo tipo di piante avviene anche un altro tipo di dispersione: zoocoria. Infatti gli uncini delle brattee dell'involucro si agganciano ai peli degli animali di passaggio disperdendo così anche su lunghe distanze i semi della pianta.

## Distribuzione e habitat
Le piante di questo gruppo sono distribuite a Cuba.

## Tassonomia
La famiglia di appartenenza di questa voce (Asteraceae o Compositae, nomen conservandum) probabilmente originaria del Sud America, è la più numerosa del mondo vegetale, comprende oltre 23.000 specie distribuite su 1.535 generi, oppure 22.750 specie e 1.530 generi secondo altre fonti (una delle checklist più aggiornata elenca fino a 1.679 generi). La famiglia attualmente (2021) è divisa in 16 sottofamiglie.

### Filogenesi
Le piante di questo gruppo appartengono alla sottotribù Piptocarphinae descritta all'interno della tribù Vernonieae Cass. della sottofamiglia Vernonioideae Lindl.. Questa classificazione è stata ottenuta ultimamente con le analisi del DNA delle varie specie del gruppo. Da un punto di vista filogenetico in base alle ultime analisi sul DNA la tribù Vernonieae è risultata divisa in due grandi cladi: Muovo Mondo e Vecchio Mondo. I generi di Piptocarphinae appartengono al clade relativo all'America.
La sottotribù, e quindi i suoi generi, si distingue per i seguenti caratteri:
- le foglie basali non sono né di tipo ericoide e neppure embricate;
- la disposizione delle foglie lungo il caule è sia opposta che alternata;

- i capolini in genere hanno pochi fiori (meno di 20).

Altre caratteristiche, ritenute in passato più significative, come le punte smussate dei peli dello stilo e i peli stellati, ora sono considerate caratteristiche secondarie o “deboli”.
In precedenza la tribù Vernonieae, e quindi la sottotribù (Piptocarphinae) di questo genere, era descritta all'interno della sottofamiglia Cichorioideae. Alle analisi del DNA la sottotribù appare parafiletica e con le sottotribù Vernoniinae, Lepidaploinae e Elephantopinae forma un "gruppo fratello".
I caratteri distintivi per le specie di questo genere ( Ekmania ) sono:
- l'indumento delle piante è del tipo lepidota;
- il pappo esterno è un collare di setole laciniate.

### Sinonimi
Sono elencati alcuni sinonimi per questa entità:
- Vernonia lepidota Griseb.